# طوني شمعون
طوني جورج شمعون هو كاتب ممثل وسيناريست لبناني.

## مشواره المهني
هو شقيق الممثل بيار شمعون
كتب العديد من المسلسلات اللبنانية إضافة لتمثيله ببعضها

## أعماله
- 2020:رصيف الغرباء
- 2018:موت أميرة
- 2015:سولو الليل الحزين
- 2014:عشرة عبيد صغار
- 2013:الرؤيا الثالثة
- 2012:عندما يبكي التراب
- 2009:شيء من القوة
- 2008:نار تحت الجليد
- 2008:ورود ممزقة
- 2007:حماتي وعقلاتي
- 2007:للحب وجه آخر
- 2005:خطايا صغيرة
- 1999:الباشوات
- :طريق فرعية

## وصلات خارجية
- طوني شمعون على موقع قاعدة بيانات الأفلام العربية